# Karen Schultz
Karen Schultz (født 4. juli 1959 i Kolding, død 28. juli 2023) var en dansk officer, psykolog, forfatter og debattør.
Hun voksede op i Kolding og fik HF-eksamen fra Kolding Gymnasium. Efter officersuddannelsen gjorde hun indtil 1991 tjeneste ved Danske Livregiment og fortsatte som reserveofficer, sidenhen ved Den Kongelige Livgarde, mens hun studerede psykologi. Hun fik efter sin kandidateksamen egen psykologpraksis og skrev fagbøger i psykologi, bl.a. Eksistens i Arbejdslivet i 2000 samt Organisationspsykologi i 2008.
I 2018 udkom hendes anden skønlitterære roman, Uren.
Hun var oberstløjtnant af reserven, uddannet fra Hærens Officersskole og cand. psych. fra Københavns Universitet 1996. Fra 2017 forfatter.